# Der Zufallslover
Der Zufallslover ist eine US-amerikanische Filmkomödie von Matt Reeves aus dem Jahr 1996. Im Film spielen Stars wie Gwyneth Paltrow mit.

## Handlung
Tom Thompson, ein Architekt, lebt bei seiner Mutter. Er kann keine Arbeit finden. Tom ist seit der High School in Julie DeMarco verliebt. Als ein ehemaliger Schulkollege stirbt, soll Tom die Grabrede halten. Er erinnert sich an den Toten nicht, nimmt aber die Chance wahr, Julie zu treffen. Nach der Bestattungsfeier schläft Tom mit der Mutter des Toten.

## Kritiken
James Berardinelli schrieb auf movie-reviews.colossus.net, dass der Film zahlreiche Hinweise auf Die Reifeprüfung beinhalte, aber ohne die Warmherzigkeit und den Humor des älteren Films. Es gäbe nur einige lustige Szenen. Die Regie sei uninspiriert.
Roger Ebert schrieb in der Chicago Sun-Times, die Komödie sei blöder als Die Reifeprüfung.